# Platygloea mycophila
Platygloea mycophila är en svampart som beskrevs av Burds. & Gilb. 1974. Platygloea mycophila ingår i släktet Platygloea och familjen Platygloeaceae.   Inga underarter finns listade i Catalogue of Life.